# Belgiens Grand Prix 1981
Belgiens Grand Prix 1981 var det femte av 15 lopp ingående i formel 1-VM 1981.  

## Resultat
1. Carlos Reutemann, Williams-Ford, 9 poäng
2. Jacques Laffite, Ligier-Matra, 6
3. Nigel Mansell, Lotus-Ford, 4
4. Gilles Villeneuve, Ferrari, 3
5. Elio de Angelis, Lotus-Ford, 2
6. Eddie Cheever, Tyrrell-Ford, 1
7. John Watson, McLaren-Ford
8. Didier Pironi, Ferrari
9. Bruno Giacomelli, Alfa Romeo
10. Mario Andretti, Alfa Romeo
11. Marc Surer, Ensign-Ford
12. Michele Alboreto, Tyrrell-Ford
13. Piercarlo Ghinzani, Osella-Ford

### Förare som bröt loppet
- Hector Rebaque, Brabham-Ford (varv 39, olycka)
- Jean-Pierre Jabouille, Ligier-Matra (35, transmission)
- Chico Serra, Fittipaldi-Ford (29, motor)
- Beppe Gabbiani, Osella-Ford (22, motor)
- Alan Jones, Williams-Ford (19, olycka)
- Andrea de Cesaris, McLaren-Ford (11, växellåda)
- Nelson Piquet, Brabham-Ford (10, olycka)
- Keke Rosberg, Fittipaldi-Ford (10, växellåda)
- Alain Prost, Renault (2, koppling)
- Riccardo Patrese, Arrows-Ford (0, kollision)
- Siegfried Stohr, Arrows-Ford (0, kollision)

### Förare som ej kvalificerade sig
- Derek Daly, March-Ford
- René Arnoux, Renault
- Eliseo Salazar, March-Ford
- Tommy Borgudd, ATS-Ford
- Patrick Tambay, Theodore-Ford
- Derek Warwick, Toleman-Hart
- Brian Henton, Toleman-Hart